# Lex Voconia
La lex Voconia  o lex Voconia de Mulierum heredatibus (ley Voconia) fue una ley romana establecida en el 169 a. C.
Fue introducida por Quinto Voconio Saxa con el apoyo de Catón el Viejo, que pronunció un discurso a favor de la misma (suasio legis Voconiae). Y aprobada por la concilia plebis, siendo Voconio tribuno de la plebe en ese año, y bajo el gobierno consular de Quinto Marcio Filipo y Cneo Servilio Cepión.
Tenía el propósito de evitar un fraccionamiento excesivo, que las riquezas de una familia pasasen a otra, de tal forma que se pudiera extinguir la primera y hacer que la segunda aumentara su influencia y poder, con lo que pudiera amenazar a la plebe.

## Disposiciones
La ley prescribía que los ciudadanos que estuvieran inscritos en el censo (qui census esset) con una cantidad específica (centum milia aeris, es decir, 100.000 ases, o 100.000 sestercios), no podían establecer como heredero a una mujer, incluso aunque fuera hija única. Solo se hacía una excepción con las vestales. Este límite en particular no era arbitrario, ya que, aparentemente, era la cualificación en cuanto a la propiedad tradicional para la admisión a la clase más alta en los Comitia Centuriata y, por tanto, la cualificación mínima para la Orden ecuestre.
Además, prohibía los legados extraordinarios dejados en testamento por un mayor valor que la herencia dejada a los herederos ordinarios. Según Aulo Gelio, la intención era limitar la riqueza disponible para las mujeres, que se suponía que la gastarían en inútiles artículos de lujo. La ley solo se aplicaba a las herencias por testamento y no afectaba a la ley de sucesión intestada de la mujer, aunque posteriormente esta se limitó a heredar hasta el tercer grado.
Ya en la época de Cicerón se eludía la disposición o por no estar obligados por la ley, ya que con una interpretación literal de la misma, los ciudadanos que no estaban registrados en el censo (y los censos del último siglo de la República se hacían raramente) se la saltaban o recurrían a dejar la herencia por fiducia.
Las leyes demográficas de Augusto las derogaron para ciertas categorías de mujeres y Justiniano finalmente abolió la disposición. Otra ley prohibía legar o donar mortis causa a alguien, más que al heredero establecido. Pero como se podían hacer muchos pequeños legados, y se podían agotar los bienes, la lex Falcidia del 40 a. C. prohibió legar más de las tres cuartas partes de la herencia.